# تل (جزیره)
تُل بزرگترین و پرجمعیت‌ترین آبخوست در گروه آبخوست‌های فایچوک در ایالت چوک در ایالات فدرال میکرونزی است که در باختر تالاب چوک قرار دارد. دیگر آبخوست‌های پاتا، پوله، فایچوک، فالا-بگوئتس، و اولائو، آبخوست تُل را احاطه کرده‌اند.
بلندترین نقطه این آبخوست و ایالت چوک، در نوک کوه وینیپات با بلندای ۴۳۹ متر (۱٬۴۴۰ فوت) است. جنگل "های جانگِل" که اطراف این کوه را در بر گرفته، تنها محل زندگی چشم‌سفید تروک بومی است.

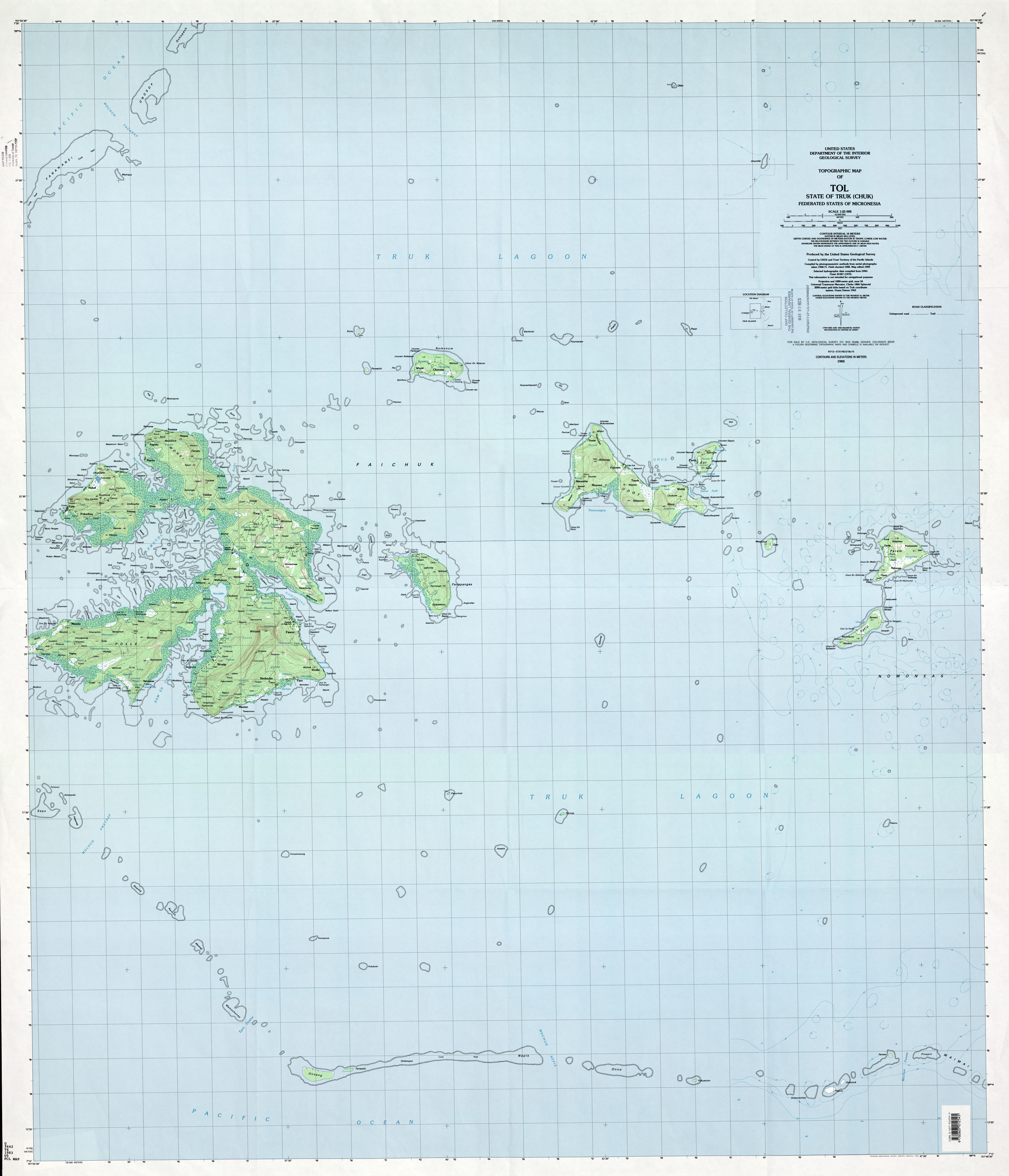
نقشه توپوگرافی با مقیاس ۱:۲۵۰۰۰ آبخوست تُل و آبخوست‌های اطراف آن